# Trésor de Chebba
Le trésor de Chebba est un important trésor en or romain datant du VIe siècle et découvert à Chebba en Tunisie. Il est constitué de monnaies d'or qui sont conservées au musée de Mahdia.
Avec un enfouissement daté de la charnière du VIe siècle et du VIIe siècle, le trésor est un témoin des troubles dont est victime le nord de l'Afrique au moment des révoltes des tribus maures, et quelques décennies avant le début de la conquête musulmane du Maghreb.

## Histoire et redécouverte

### Histoire

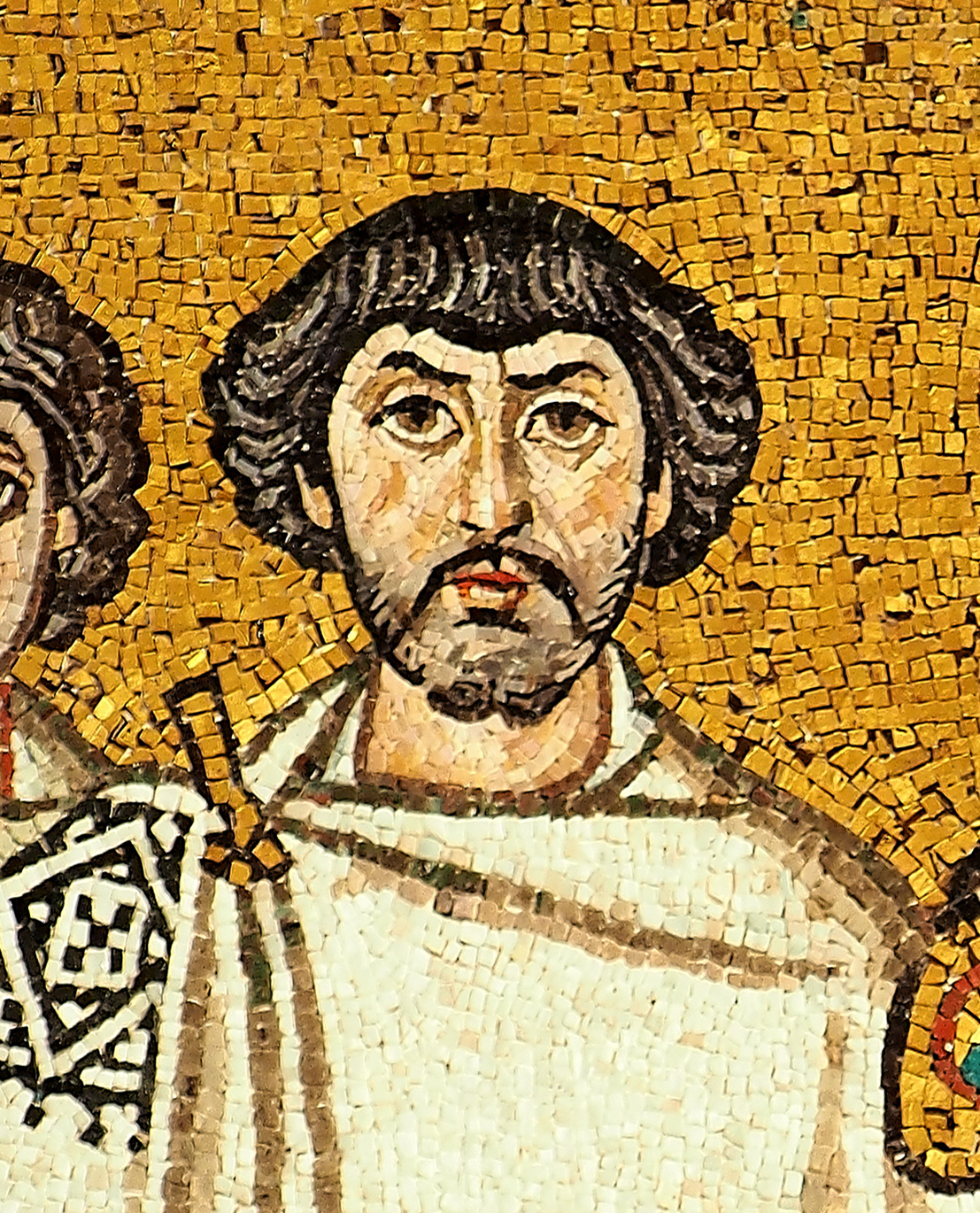
Bélisaire sur une mosaïque célébrant la reconquête de l'Italie par l'armée byzantine, basilique Saint-Vital de Ravenne.

Chebba occupe le site de l'ancienne cité de Caput Vada (actuelle Chebba), où Bélisaire débarque en Afrique du Nord en 534 pour reprendre la région aux Vandales.

### Découverte
Le trésor est découvert en 1989 de manière fortuite, « hors de tout contexte archéologique », près du fort byzantin de Borj Khadija, mais il ne fait pas alors l'objet d'une publication.

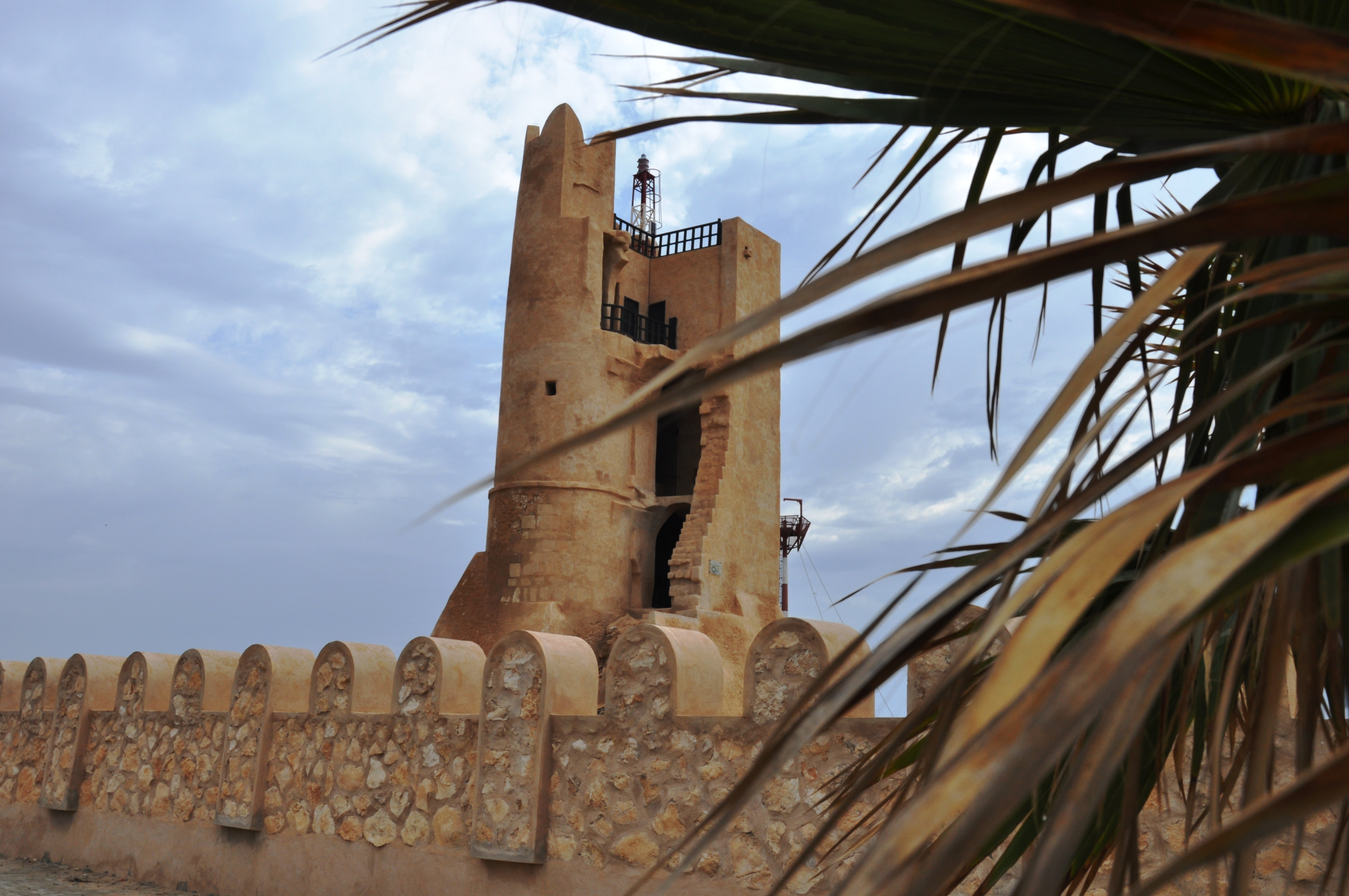
Vue du ribat, ancienne citadelle byzantine, non loin duquel le trésor a été retrouvé.

Le trésor est exposé dans la salle des trésors du musée de Mahdia.

## Description

### Description générale
Le trésor est composé actuellement de 109 monnaies, des solidi. Le contenu initial est inconnu du fait de la longue période entre la découverte et l'étude du trésor. Il comportait peut-être initialement 147 monnaies,.

### Composition du trésor
| Empereur  | Nombre de monnaies. |
| --------- | ------------------- |
| Justinien | 4                   |
| Maurice   | 105                 |

108 monnaies sur les 109 ont été frappées à Constantinople, le dernier, un solidus de Maurice, provenant de Carthage.
Peu de monnaies sont frappées sous le règne de Justinien à Carthage, qui vient juste d'être conquise vers 537-538. le trésor comporte une immense majorité de solidi de Maurice même si certains présentent un portrait de l'empereur plus petit, 75 % de l'échantillon présentant ce caractère.
Les monnaies de Justinien présentent sur l'avers le buste de l'empereur, et sur le revers une croix chrismée et un ange debout, d'une série débutée après 542 et se poursuivant jusqu'en 565. Les monnaies de Maurice sont quant à elles datables dans une fourchette entre 583 et 602, voire uniquement entre 592 et 602 pour la représentation de l'empereur plus petit. La fourchette peut être réduite si la nouvelle indiction de 597-598 est considérée comme une marque d'une nouvelle frappe.
Les monnaies les plus récentes du trésor sont donc datables de l'extrême fin du VIe siècle ou du début du VIIe siècle. Les monnaies de Maurice sont légères car d'un poids inférieur à 4,35 grammes et 23 carats.
Ces monnaies sont pour la plupart fleur de coin, en très bon état de conservation.

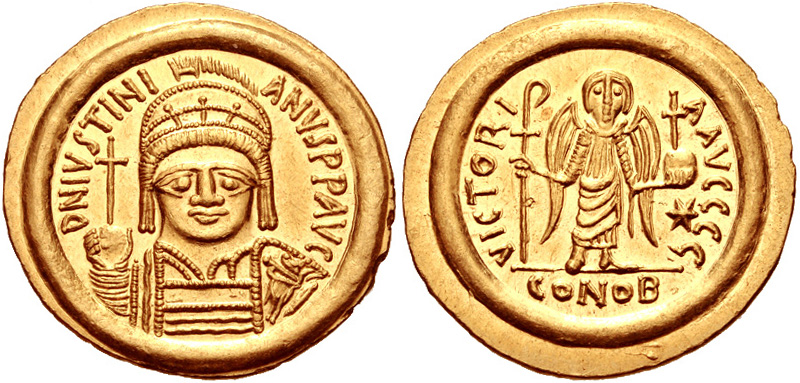
Solidus de Justinien (image d'illustration).
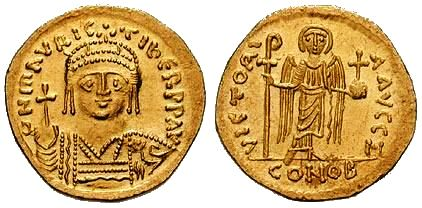
Solidus de Maurice (image d'illustration).

## Interprétation
Les monnaies ne sont pas datées avec précision, tant pour celles de Justinien que celles de Maurice, même si une fourchette plus précise est possible.
Les monnaies de poids léger ont été considérées soit comme destinées à payer des troupes, soit aux règlements extérieurs à l'empire. La réduction du poids des monnaies aurait été destinée à masquer une baisse des soldes militaires signalée par Théophylacte Simocatta en 587. Certains spécialistes ont aussi considéré qu'il s'agissait de donner davantage de valeur aux anciennes monnaies de poids normal.
Hanène Ben Slimane Benabbès considère que le trésor est soit le produit du commerce en Orient ou une somme destinée aux « opérations militaires », avec des frappes de Constantinople. Théophylacte Simocatta évoque des troubles, une révolte maure matée par Gennadios, après avoir évoqué la mort du patriarche de Constantinople, Jean IV le Jeûneur, en 595 (Histoires, VII, 6). La crise, « d'une exceptionnelle gravité », est confirmée par Yves Modéran.
Avec ce trésor découvert à Chebba, on serait face à un témoignage de « la dernière des révoltes maures », la capitale de l'empire aidant financièrement à payer les soldates et les dépenses. La situation ne se serait réglée qu'à la fin du règne de Maurice, avec une frappe d'argent de 602 portant le mot PAX, issue d'un contexte local.